# Cyclodictyon antillarum
Cyclodictyon antillarum là một loài rêu trong họ Pilotrichaceae. Loài này được (Mitt.) Kuntze mô tả khoa học đầu tiên năm 1891.